# BET Her
BET Her (connue précédemment sous le nom de Centric, BET on Jazz, BET Jazz puis Bet J) est une chaîne de télévision américaine basée à Washington, D.C., dérivée de la chaîne BET. La chaîne, qui diffusait des programmes liés au jazz, vise maintenant les adultes afro-américains.

## Histoire
À sa création, la chaîne s'appelle BET on Jazz, puis est devenue BET Jazz. Elle est renommée BET J le 1er mars 2006. Sa programmation n'est plus exclusivement consacrée au jazz, mais s'est étendue à la musique afro-caribéenne, au R&B, à la neo soul, au hip hop alternatif, au rock alternatif, à la musique électronique et au go-go. Aujourd'hui elle appartient au groupe Viacom.
Le 28 septembre 2009, la chaîne change de nom pour Centric, puis reprend le nom Bet Her en 2017.